# Orte
Orte – miejscowość i gmina we Włoszech, w regionie Lacjum, w prowincji Viterbo.
Według danych na rok 2004 gminę zamieszkiwało 7767 osób, 111 os./km².
W miejscowości jest stacja kolejowa Orte.

## Historia
Miejscowość była prawdopodobnie jednym z miast tworzących federację etruską. Orte, położone powyżej zbiegu rzeki Nery z Tybrem, było ważnym portem rzecznym i istotnym punktem rzymskiej komunikacji drogowej, ponieważ przechodziła przez nią droga Via Amerina. Początkowo drewniany most przez rzekę został w epoce cesarskiej zastąpiony mostem murowanym (tzw. „Most Augusta”, którego podbudowę można dostrzec nad rzeką). Starożytny bieg Via Amerina jest nadal usiany wieżami, których historia sięga okresu bizantyjskiego (Korytarz Bizantyjski). Most w Orte funkcjonował przez całe średniowiecze, a po zniszczeniu mostu Narni w 1054 roku zyskał jeszcze większe znaczenie. Okresem największego bogactwa dla miasta było późne średniowiecze, w którym udało mu się zdobyć znaczną autonomię i niezależność. Zachowując stolicę biskupią, z przywilejem wyboru biskupa przez kapitułę lokalną, Orte przyjął status „wolnej gminy” (o czym nadal zachowuje się pamięć w biało-czerwonych barwach sztandaru). Budowa Ponte Felice pod twierdzą Borghetto w 1589 roku, był najpoważniejszą polityczną porażką miasta. Od tego czasu rozpoczął się okres powolnego, ale głębokiego upadku, którego kulminacją była stopniowa utrata statusu siedziby biskupa na rzecz Civita Castellana.
Wraz z budową kolei Rzym-Ancona, kolei Florencja-Rzym, a następnie Autostrady del Sole, miejscowość zaczęła odzyskiwać swoje znaczenie jako węzeł komunikacyjny.

## Zabytki
- Basilica of Santa Maria Assunta - kościół istniał w tym miejscu w IX wieku. Do XVIII wieku, pomimo pewnych remontów, wymagał odbudowy. Po przebudowie w stylu barokowym kościół został ponownie konsekrowany w 1721 roku. Autorami przebudowy byli architekci Castrachini i Bizzacchero. Front zachodni z białego marmuru z ozdobnymi wolutami został dodany w latach 1898 - 1901. Wnętrze wyróżnia się głównym ołtarzem Matki Boskiej w Chwale i Świętych Męczenników (1752) autorstwa Giuseppe Bottaniego. Organy piszczałkowe zawierają elementy poprzednich organów wykonanych przez Domenico Bevenutiego z 1582 r. i Domenico Densiego z 1721 r.
- Kościół San Silvestro w stylu romańskim
- Dzwonnica kościoła San Silvestro w stylu romańskim
- Kościół św. Franciszka
- Kościół św. Augustyna
- Kościół di Santa Maria delle Grazia
- Kościół San Biagio (Świętego Błażeja)